# Tunezine
Tunezine ou TUNeZINE, créé en juillet 2001, est l'un des principaux sites web de l'opposition au régime de Zine el-Abidine Ben Ali.
Fondé par l'économiste Zouhair Yahyaoui, il connaît un succès grandissant pour ses écrits vitriolés, rédigés sous le pseudonyme d'Ettounsi (« Le Tunisien » en arabe), le plus souvent en dialecte, et dénonçant la censure et le non-respect des droits de l'homme par le régime de Zine el-Abidine Ben Ali. Il diffuse notamment la lettre ouverte que le juge Mokhtar Yahyaoui, son oncle, adresse au président pour dénoncer l'absence d'indépendance du pouvoir judiciaire.
L'auteur du site est arrêté le 4 juin 2002 et condamné le 10 juillet par la quatrième chambre de la cour d'appel de Tunis à une peine de deux ans de prison pour « propagation de fausses nouvelles dans le but de faire croire à un attentat contre les personnes et contre les biens » et « vol par utilisation frauduleuse de moyens de communication » ; le procès ne semble pas remplir les conditions d'un procès équitable. Il passe un an et demi à la prison de Borj El Amri où il subit torture et humiliations et entreprend des grèves de la faim pour protester contre sa détention. Il bénéficie d'une libération conditionnelle, le 18 novembre 2003, grâce à des pressions internationales. Il meurt à l'âge de 37 ans d'une crise cardiaque, le 13 mars 2005, à l'hôpital Habib-Thameur de Tunis.
Un an après son décès, le site cesse toute activité même si ses archives restent consultables.